# Ala (rijeka)
Ala (perz. اَءلا) je rijeka u jugozapadnom Iranu. Izvor se nalazi na južnim padinama planine Kuh-e Dovtu u pokrajini Kuhgiluje i Bojer-Ahmad na oko 2400 m visine. Tok se proteže u smjeru sjever-jug duljinom od približno 80 km. Na Marun se nadovezuje nekoliko manjih pritoka među kojima je najveći Zard, a njegovo ušće u Huzestanu mjesto je spajanja s Marunom prilikom čega nastaje rijeka Džarahi. Najveće naselje uz Alu je grad Ramhormuz.

## Poveznice
- Popis iranskih rijeka

## Vanjske poveznice
|  | Zajednički poslužitelj ima još gradiva o temi Ala (rijeka) |